# Havelock (Schiff, 1940)
HMS Havelock (H88) war ein Zerstörer der H-Klasse der britischen Royal Navy im Zweiten Weltkrieg. Das für die brasilianische Marine im Bau befindliche Schiff wurde unmittelbar nach dem Kriegsbeginn mit seinen fünf Schwesterschiffen von Großbritannien angekauft. Im Zweiten Weltkrieg wurde das Schiff mit den Battle Honours „Norway 1940“, „Atlantic 1940-45“, „Biscay 1943“, „English Channel 1944“ und „Normandy 1944“ ausgezeichnet.

## Geschichte
HMS Havelock wurde am 8. Dezember 1937 von Brasilien bei J. Samuel White in Cowes, Isle of Wight, bestellt. Insgesamt bestellte jeweils zwei Zerstörer bei den Werften White, Thornycroft und Vickers in Barrow nach dem Muster der britischen H-Klasse. Die Kiellegung des Zerstörers, der den Namen Jutahy erhalten sollte, fand am 31. Mai 1938 statt. Am 4. September 1939, also unmittelbar nach dem Kriegsbeginn, erwarb Großbritannien die sechs im Bau befindlichen Zerstörer, von denen bis dahin erst zwei vom Stapel gelaufen waren: das Typschiff Javary bei White am 17. Juli 1939 und der erste Thornycroft-Bau Juruena am 1. August. 
Der zweite bei White im Bau befindliche Zerstörer erhielt den Namen Havelock nach einem im Ersten Weltkrieg eingesetzten Monitor der Abercrombie-Klasse bzw. nach dem General Henry Havelock (1795–1857). Er lief am 16. Oktober 1939 vom Stapel. In Dienst gestellt wurde er am 10. Februar 1940.
Der Zerstörer wurde gemeinsam mit seinen früher brasilianischen Schwesterschiffen der 9. Zerstörerflottille zugewiesen und fungierte als deren Flottillenführer. Der erste Kriegseinsatz des Schiffes war die Evakuierung der alliierten Truppen aus Norwegen nach den gescheiterten Versuchen, die gelandeten deutschen Truppen (Unternehmen Weserübung) zurückzuwerfen. Im Juni 1940 wurde HMS Havelock gemeinsam mit vielen anderen Schiffen bei der Evakuierung der in Nordfrankreich abgeschnittenen alliierten Truppen eingesetzt.
In der Folgezeit war das Schiff dann Geleitgruppen zugewiesen, die Konvois eskortierten. Dabei gelang es am 8. November 1940 westlich von Schottland, das italienische U-Boot Faà di Bruno zu versenken.
Im Mai 1941 wurde die Havelock bei einem stark gesicherten Geleitzug im Mittelmeer eingesetzt, der der Versorgung der belagerten Insel Malta diente. Ansonsten lag das Einsatzgebiet des Schiffes lange Zeit im Nordatlantik. HMS Havelock diente als Führungsschiff einer der Geleitgruppen, die aus wenigen, meist älteren Zerstörern und mehreren Korvetten, später dann auch teilweise einer Fregatte, bestanden. Die U-Boot-Abwehr- und Flugabwehr-Bewaffnung wurde dafür im Laufe der Zeit zulasten der Hauptgeschütze und eines Torpedorohrsatzes verstärkt.
Der Zerstörer war mit seiner Geleitgruppe im Frühjahr 1942 in der Karibik eingesetzt, um die dortigen lokalen Geleite zu decken. Nach weiteren Nordatlantik-Konvois (z. B. Geleitzug TM 1) folgte im Sommer eine Zeit, in der die Gruppe zur freien U-Jagd in der Biskaya eingeteilt war. In der Zeit von Herbst 1943 bis Frühjahr 1944 war die von Havelock geführte Geleitgruppe auf der Route zwischen Großbritannien und Gibraltar eingesetzt.
Bis zum Kriegsende lag der Einsatzschwerpunkt dann im Ärmelkanal und in der Biskaya, wo der Zerstörer deutsche U-Boote jagte. Kurz nach dem Beginn der Operation Overlord gelang es ihm gemeinsam mit den Zerstörern Fame und Inconstant, das mit einem Schnorchelmast ausgestattete U-Boot U 767 südwestlich von Guernsey zu versenken.
Nach dem Ende der Kampfhandlungen wurde HMS Havelock im Oktober 1946 zum Abwracken verkauft.